# George Palliparampil
George Palliparampil SDB (* 10. Mai 1954 in Thattarathatta, Kottayam, Bundesstaat Kerala, Indien) ist indischer Ordenspriester und erster römisch-katholischer Bischof des Bistums Miao.

## Leben
George Palliparambil besuchte die St. Augustine’s High School in Karimkunnam in der Diözese Kottayam und danach das Kleine Seminar der Salesianer in Shillong und das St. Anthony’s College ebenfalls in Shillong.
Danach trat er 1973 in das Noviziat der Salesianer Don Boscos in Sunny Side (Shillong) ein. Er studierte Philosophie am Salesian College in Sonada (Darjeeling, Westbengalen) und Theologie am Sacred Heart College in Shillong. Am 20. Dezember 1982 empfing er die Priesterweihe.
Danach war er Rektor der von ihm gegründeten Bosco Bible School in Tinsukia (1983/1994), Pfarrer in Bordura (Arunachal Pradesh) (1994/1997), Beauftragter des Literature Centre in Khonsa und Koordinator der Mission für den östlichen Teil des Staates Arunachal Pradesh (1997/2000), Rektor der Don Bosco School in Kheti (2000/2004) und Rektor der Don Bosco School in Dibrugarh.
Mit der Gründung der Diözese Miao aus der Mutterdiözese Dibrugarh im Bundesstaat Assam am 7. Dezember 2005 wurde er am selben Tag zu ihrem ersten Bischof ernannt. Seine Bischofsweihe erfolgte am 26. Februar 2006 durch den Erzbischof von Guwahati, Thomas Menamparampil, Mitkonsekratoren waren der Erzbischof von Imphal, Joseph Mittathany, sowie der Bischof von Tezpur, Robert Kerketta.